# 迷彩君
『迷彩君』（めいさいくん）は竿尾悟による日本の漫画作品。少年画報社の月刊漫画雑誌『ヤングキングアワーズ』に連載されていた。

## ストーリー
常に迷彩服に身を包んでいる男、野本。彼は大学生でありながら、現役の傭兵という第二の顔を持っている。そんな彼の日常や戦いの日々を描いていく。

## 登場人物

### 主人公と友人
野本（のもと）
本編の主人公。フルネーム不詳。常に迷彩服に身を包んでおり、大学内では「迷彩君」のあだ名で呼ばれている。尚、迷彩服のポケットには拳銃やC4爆弾など、様々なアイテムが収納されており、常に臨戦態勢にある。
大学生と傭兵という二足の草鞋を履いており、時折大学を休んで世界各国の戦場に戦いに出かけている。コールサインは「カモフラージュシックス」、またはそれを略して「カモフラシックス」。若いながらもその実力は確かで、各国の軍や他の傭兵、民間軍事会社にもその名を知られている。人脈も豊かで、米軍を初めとする各国軍にコネがあり、彼の支援要請によって大規模な作戦が展開される場合もある（人質1人を救出するためだけに米軍の航空部隊に空爆を要請したり、海兵隊を投入するなど）。
曲がった事が大嫌いな性格で、迷彩服を常に着用しているのも「ファッションではなく信念（ポリシー）である」との事だが、食玩をコレクションしたりコンピュータゲームやサバイバルゲームを楽しむ一面もある。
同じゼミに所属するトモのストーカー退治を請け負ったことから親しくなり、以後次第に仲を深めていく。
2巻でカニが苦手であることが判明するが、その後、トモの手料理などの甲斐もあってある程度は克服する。
トモ
野本と同じゼミに所属する女子学生。自分に付きまとうストーカーの退治を野本に依頼したことから知り合い、様々な事件を通して彼との仲を深めていく。
人質に取られたり、異星人に憑依されたりと、何かと事件に巻き込まれやすい。かなりの巨乳で、野本のコレクション（軍服）が入りきらなかったこともある。
なお、苗字は「長谷部」、名前に関しては野本の夢の中で「トモコ」とそれぞれ明らかになっている。
迷彩猫（めいさいねこ）
黄色と緑のタイガーストライプと言う柄の猫。トモの部屋に居候しているが、実は宇宙人。某国情報部に狙われつつも猫ライフをエンジョイしている。
本名は「キャトリア・A・T・グリアーネ」ゼオン星突撃宇宙軍第7機動艦隊特殊作戦部に所属する上級中尉。EBA似の部下が二名おり、クリスマスに宇宙飛行士相手にプレゼント（MS？）を贈ったり、学園祭でもイベント参加している。

リエ
トモの友人で、野本をトモに紹介した。ソフトボール部のピッチャーの経験があり、米海兵隊の元マイナーリーグ（3A）経験者に対しても好投を見せた。本人いわく冷え性とのこと。
軟派な従兄弟・幸太郎に言い寄られたり、野本の旧友・ミーシャに一目ぼれされたりと男運はいまいち。
真理（まり）
トモの友人で、少々とぼけた性格。その容姿や行動から、アンドロイドではないかと茶化されている。リエと同じくソフトボール部に所属していた過去があり、「アンドロイド打法」なる必殺打法（球を打つと同時にバットを投げ、外野手に当てる）を披露した。
自家用車を持っていたがシャーリーに破壊されたため、シャーリーの父・マックスに代わりの車としてハンヴィーをプレゼントされ、以後はこの車を（紅白の水玉模様に塗り替えて）乗り回している。
高校時代に友人との帰宅中、不良に襲われたところを野本(と思われる人物)に助けてもらい、淡い恋心を抱いていた。
龍也（たつや）、松（まつ）
野本のゼミ仲間。ゼミ旅行の際に野本を女風呂覗きに誘ったり、テストのカンニング法を相談したりと、少々素行が悪い。
シャーリー・エイド
野本の傭兵仲間の1人、マックスの娘。幼い頃に母親が家を出て以来、男手一つで育てられたため、非常に男勝りで行動力がある。父親のコネで知り合った傭兵や海兵隊員をアゴで使っている戦車T-34や各種兵器を乗り回す。
とある誤解から野本と早撃ち勝負をして以来、好意を抱く。トモとは恋のライバルであるが、良き友人でもある。
1巻の時点で16歳ながら兵器の扱いについてもある程度熟知している模様で、リボルバー拳銃の早撃ちの腕は一流。その他レシプロ戦闘機のA-1を操縦したり、爆撃機から海へパラシュート降下する技術を持っていたりと、同年代の少女とは正反対の生き方をしている。
幸太郎（こうたろう）
リエの従兄弟。見た目は悪くないが、軟派な性格で彼女が出来ても長続きせず、それなら昔から知っているからと言うノリでリエに交際を申し込んだ。その性根を叩き直そうと野本に依頼して新兵訓練を施される。訓練中にそれなりに野本の影響を受け、後に大学祭で演劇部の企画として舞台劇「迷彩君（野本が総プロデュース）」の主役を演じた。

### 傭兵仲間
エンリケ
野本の傭兵仲間の1人。ポルトガル語が堪能で日本にいる時にはポルトガル料理店のコックをしている。イノシシ退治に出向いた際にイノシシに突進されて穴に落ちたり、シャーリーのT-34に吹き飛ばされたり、脱出ルートの橋を破壊されて野本と共に孤立したりするなど、何かと貧乏くじを引くことが多い。『迷彩君 perfect』に収録された番外編では普段身につけているバンダナの下は生え際がかなり後退していることが明らかとなっている。
モンゴメリ
野本の傭兵仲間の1人。元英国海軍中佐の過去を持つ。常にティーセットを持ち歩いており、紅茶の時間を大事にする。野本によると、新兵訓練の教官も出来るとの事。日本にいる時には英会話教師をしている。
トモと野本のクリスマスパーティを妨害するためにMi-24戦闘ヘリを持ち込んだが、停めていた場所が駐車禁止区域だったためにレッカー車で持ち去られている。
なお、フルネームは「ジャック・モンゴメリ」。
マックス
シャーリーの父。あまりに男勝りに育ってしまったシャーリーの行動に頭を悩ませている。
4巻にて、ベトナムに出兵経験のある兄がいることを匂わせる発言をしている。
コワルスキー
フランス軍の外人部隊に所属。野本によれば、部隊を抜け出してはしょっちゅう傭兵をしているが、どうやって原隊復帰しているかは謎。エンリケは彼におちょくられることが多いらしい。
ミーシャ
本名はミハエル・カミンスキー。元ソビエト連邦空挺軍の将校。本編中では退役し、北海道で中古車関係の仕事をしている。
野本と間違え挨拶してきたリエに一目惚れする。
エルンスト・フォン・パイパー
仲間と言うよりは同業者。プロイセン軍人の家系で士官学校（ちなみに歩兵科）を卒業したのを自慢にしているちょっとズレた傭兵。大戦略で負けたのを根に持って野本によく突っかかってくる。
スタイナー
パイパーに呼ばれて来日した傭兵。港で野本を待ち伏せるが、停泊していた米軍艦からの攻撃やシャーリーが引き連れてきた海兵隊ヘリ部隊に「前金分の仕事はした」と引き上げた。その後、出国せずに土建屋で働いていたが、受験ノイローゼでテンパった浪人生3人（うち1人が土建屋社長の息子）に頼まれて受験会場を爆破するという仕事をやろうとして再び野本とカチ遇う。報酬とリスクを秤にかけて仕事を請け負うプロだが、同陣営にいた相手と戦うのは遠慮するタイプ。
渡部良一（わたべ りょういち）
野本が傭兵として某国に赴いた際に知り合った新米で、短い間だが先輩・後輩となった。高校卒業後に自衛隊に入隊していたが、ルーチンワークに疑問を感じて傭兵になった。敵軍との一悶着のあと、契約期間のズレで一足早く帰国していた野本に「“漢”になった」と訃報が届けられた。
イーリャ・ペトロヴッチ・ザハロフ
民間軍事会社グローバル・セイフティゾーンに所属する女性。野本をスカウトするために派遣されてくるが、体験入社中の仕事で紛争ほう助に巻き込まれかける。

### その他
ベッドチェックエンジェル
『迷彩君 perfect』に収録された番外編に登場。各国を股に掛ける暗殺者でハニートラップを仕掛けた上でターゲットは死後「非常に屈辱的な姿」が晒されるようにする手口を使う。その外見はトモと瓜二つでリエや真理も気がつかなかった。トモを自身の身代わりにした「死亡偽装」を企むが、野本に阻止される。
その後は日本で潜伏生活していたが、生活費に困窮したらしく10万円の賞金が出るビーチクイーンコンテストにトモの名前で参加していた。

## 単行本
- 『迷彩君』

ヤングキングコミックスより刊行。全5巻。
1. 2000年9月発売 ISBN 4-7859-2023-8
2. 2001年9月発売 ISBN 4-7859-2123-4
3. 2002年6月19日発売 ISBN 4-7859-2198-6
4. 2003年3月26日発売 ISBN 4-7859-2291-5
5. 2003年10月24日発売 ISBN 4-7859-2363-6

- 『迷彩君 perfect』

ヤングキングコミックスデラックスより刊行。全2巻。収録作品の掲載順が若干変更されている。
1. 2009年4月28日発売 ISBN 978-4-7859-3150-6
2. 2009年5月28日発売 ISBN 978-4-7859-3166-7